# Giovanni Augusto
Giovanni Augusto (Belém, Pará, 5 de septiembre de 1989) es un futbolista brasileño que juega como centrocampista ofensivo.

## Trayectoria

### Atlético Mineiro y préstamos
Hizo su debut con el primer equipo el 17 de marzo de 2010, entrando como suplente en la segunda mitad en la derrota por 0-1 ante el Chapecoense, por la Copa de Brasil de ese año.
Después de aparecer raramente, Giovanni Augusto fue cedido al Náutico en mayo de 2010. Regresó al Galo en 2011, pero pasó las siguientes campañas cedido a Grêmio Barueri, Criciúma, Náutico, ABC y Figueirense.
Con Figueira, Giovanni Augusto apareció regularmente en la Serie A, evitando el descenso y anotando cuatro goles en 24 apariciones. También anotó el primer gol oficial del Arena Corinthians el 18 de mayo de 2014, en el empate 1-1 contra el Corinthians.
Giovanni Augusto solo se estableció como titular del Galo durante la campaña de 2015, bajo Levir Culpi. El 5 de mayo renovó su contrato hasta 2018, y terminó el año con cinco goles y diez asistencias.

### Corinthians
El 4 de febrero de 2016, se anunció que Giovanni firmó con el Corinthians por una tarifa no revelada.
En marzo de 2019 se incorporó al Goiás cedido hasta final de temporada.

### Mazatlán
El 11 de enero de 2021, se anunció que Giovanni firmó con el equipo mexicano Mazatlán por una tarifa no revelada.